# Paul Czinner
Paul Czinner (30 de maig de 1890 - 22 de juny de 1972) va ser un escriptor, director de cinema i productor britànic d'origen hongarès.

## Biografia
Czinner va néixer en una família jueva a Budapest, Àustria-Hongria.
Després d'estudiar literatura i filosofia a la Universitat de Viena, va treballar com a periodista. A partir de 1919 es va dedicar a treballar per a la indústria cinematogràfica com a escriptor, director i productor. Czinner es va comprometre amb l'actriu Gilda Langer a principis de 1920. Poc després del seu compromís, Langer va sucumbir a la grip espanyola i va morir el 31 de gener de 1920.
El 1924, va oferir el paper principal a la seva pel·lícula Nju a Elisabeth Bergner. Es van convertir en parella. A causa de la persecució dels jueus per part del Partit Nazi sota Adolf Hitler, ambdós dos, van fugir a Viena i després a Londres, on es van casar. Malgrat l'homosexualitat de Czinner, la unió va resultar feliç i enriquidora personalment i professionalment per a ambdues parelles. El 1934 es va realitzar la seva pel·lícula Catherine the Great, amb la seva dona fent el paper principal, tot i que la pel·lícula no es va projectar a Alemanya.
Van emigrar als Estats Units el 1940, treballant a Broadway. Després del final de la Segona Guerra Mundial, van tornar a Anglaterra, on Czinner va adaptar amb èxit nombroses òperes al cinema (per exemple, Don Giovanni, Der Rosenkavalier).

## Mort
Czinner va morir el 22 de juny de 1972 a Londres, als 82 anys.

## Filmografia selecta
- Inferno (1919)
- Nju - Eine unverstandene Frau (1924)
- Eifersucht (1925)
- Der Geiger von Florenz (1926)
- Doña Juana (1927)
- Fräulein Else (1929)
- The Way of Lost Souls (estrenada als Estats Units com The Woman He Scorned) (1929)
- Ariane (1931)
- Der träumende Mund (1932)
- Ariane, Russian maid (1932)
- Mélo (1932)
- Catherine the Great (1934)
- Escape Me Never (1935)
- As You Like It (1936)
- Dreaming Lips (1937)
- Stolen Life (1939)
- Don Giovanni, basat en l'òpera de Mozart. (1954)
- The Bolshoi Ballet (1958)
- The Royal Ballet (1959)
- Der Rosenkavalier, bat en l’òpera de Richard Strauss (1962)
- Romeo and Juliet, ballet filmat amb Rudolf Nureyev i Margot Fonteyn (1966)